# Basketball-Ozeanienmeisterschaft 1991
Die Basketball-Ozeanienmeisterschaft 1991, die zehnte Basketball-Ozeanienmeisterschaft, fand zwischen dem 1. und 7. Juni 1991 in Neuseeland statt, das zum sechsten Mal die Meisterschaft ausrichtete. Gewinner war die Nationalmannschaft Australiens, die zum zehnten Mal den Titel erringen konnte. In der Serie konnte Neuseeland mit 2:0 Siegen geschlagen werden. 

## Teilnehmende Mannschaften
Australien

 Neuseeland

## Modus
Gespielt wurde in Form einer Best-of-Three Serie. Die Mannschaft, die zuerst zwei Siege erringen konnte, wurde Basketball-Ozeanienmeister 1991.

## Ergebnisse
| 1. Juni 1991 |                                        | Australien | 96 – 79 | Neuseeland |  |
| 1. Juni 1991 | Punkte pro Halbzeit: 50 : 35, 46 : 44. |            |         |            |  |
| 1. Juni 1991 |                                        |            |         |            |  |
| 1. Juni 1991 |                                        |            |         |            |  |

| 7. Juni 1991 |                                        | Australien | 74 – 57 | Neuseeland |  |
| 7. Juni 1991 | Punkte pro Halbzeit: 25 : 30, 49 : 27. |            |         |            |  |
| 7. Juni 1991 |                                        |            |         |            |  |
| 7. Juni 1991 |                                        |            |         |            |  |

| Australien           |
| Meister Australien   |
| Zehnte Meisterschaft |

## Abschlussplatzierung
| Rang | Mannschaft |
| ---- | ---------- |
| 1    | Australien |
| 2    | Neuseeland |

Australien qualifizierte sich durch den 2:0-Erfolg für die Olympischen Sommerspiele 1992 in Barcelona, Spanien.